# David Nicolás Osorno
David Nicolás Osorno Arana (Granada, cerca 1845-ídem, 31 de mayo de 1918) fue un abogado y político nicaragüense  que ejerció interinamente la Presidencia de Nicaragua como Encargado del Poder Ejecutivo entre el 1 y 5 de agosto de 1889, en calidad de ministro de Gobernación. Fue el octavo presidente del llamado período de "Los Treinta Años Conservadores".

## Reseña biográfica
Nació en 1845 en la ciudad de Granada. Fue hijo de David Osorno Rivera y una señora Arana. 
El 12 de agosto de 1879 contrajó matrimonio con Dolores Rojas y tuvieron una hija Elena Osorno Rojas. Fijaron su residencia en una casa situada sobre la calle El Palenque en el barrio Xalteva.

## Ascenso a la presidencia
Siendo Senador fue designado por el Congreso como Encargado del Poder Ejecutivo, en su calidad de ministro de la Gobernación, desde 1 de agosto hasta el 5 de agosto de 1889; mientras duraban las exequias del Presidente Evaristo Carazo Aranda fallecido en el ejercicio del poder y se abría la urna que contenía la terna de sobres lacrados con los nombres de los Senadores que el mismo Carazo Aranda había designado en privado, conforme a lo dictado en la Constitución vigente.
El procedimiento era que se extraía al azar uno de los tres sobres lacrados, se quemaban los dos restantes (sin abrirlos) y se leía el nombre del sobre extraído, quien sería investido como Presidente de La República de Nicaragua para concluir el período constitucional en caso de renuncia o falta definitiva del Presidente. 
En este caso de la historia de Nicaragua, Roberto Sacasa y Sarria fue elegido presidente de Nicaragua para concluir el mandato presidencial dejado inconcluso por Evaristo Carazo.
Luego de conocerse que el Doctor Sacasa, era el nombre en el sobre abierto, Osorno se vio tentado a no entregarle el poder, contando con apoyo económico de personajes granadinos para costear los gastos de la contienda militar que ese paso pudiera haber acarreado, si los leoneses se levantaban en armas.